# 康塞普西翁 (桑坦德省)
康塞普西翁是哥倫比亞的城鎮，位於該國東北部，由桑坦德省負責管轄，始建於1722年，面積453平方公里，海拔高度2,033米，2005年人口5,738，人口密度每平方公里12.67人。
6°46′16″N 72°41′53″W / 6.771°N 72.698°W